# Ularice
Ularice är ett samhälle i Bosnien och Hercegovina.   Det ligger i entiteten Federationen Bosnien och Hercegovina, i den centrala delen av landet, 100 km norr om huvudstaden Sarajevo. Ularice ligger 237 meter över havet och antalet invånare är 801.
Terrängen runt Ularice är platt åt nordväst, men åt sydost är den kuperad. Närmaste större samhälle är Doboj, 6,4 km öster om Ularice. 
Omgivningarna runt Ularice är en mosaik av jordbruksmark och naturlig växtlighet. Runt Ularice är det ganska tätbefolkat, med 78 invånare per kvadratkilometer.